# Neuhaus (Kärnten)

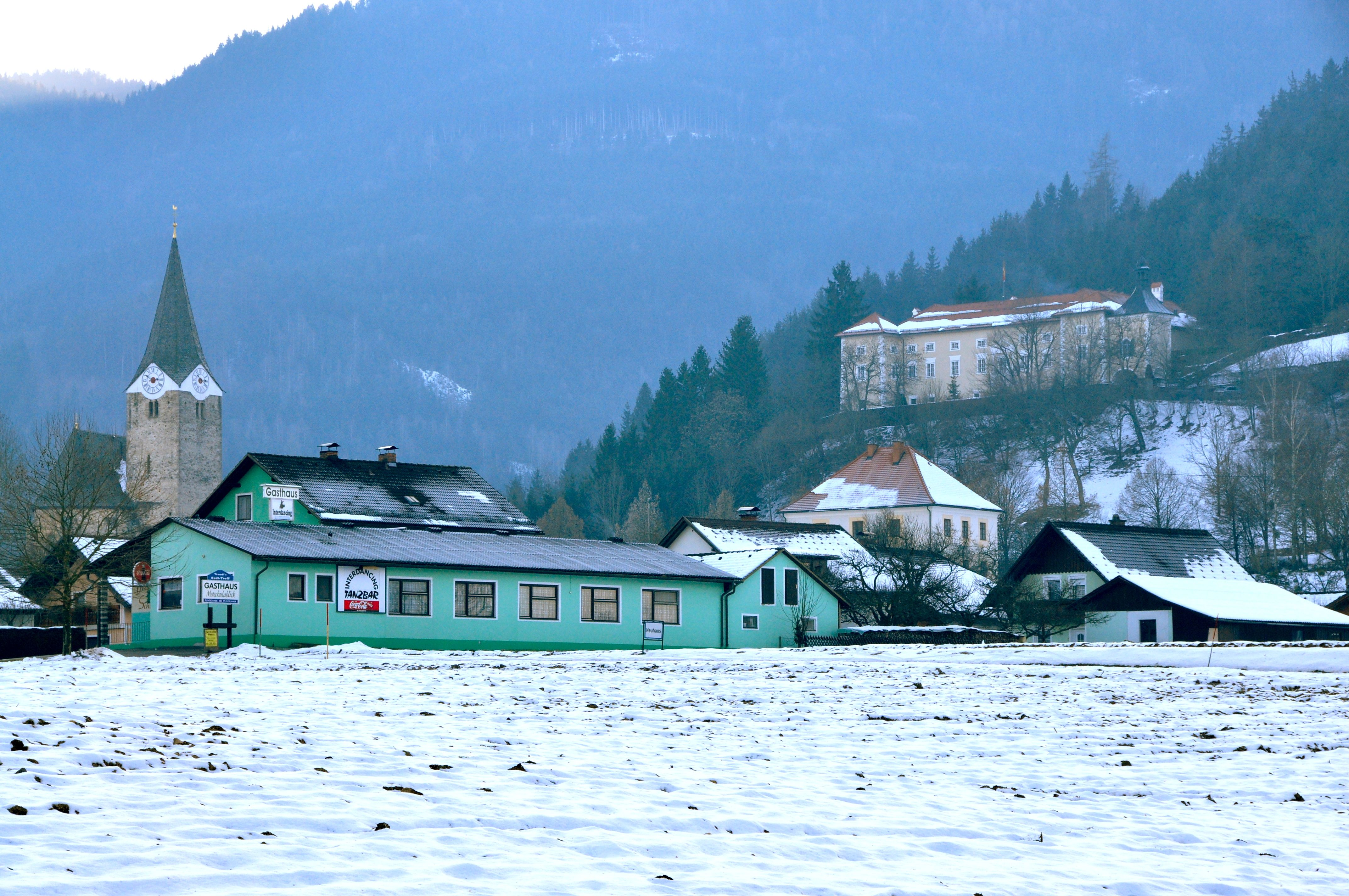
Neuhaus mit Kirche und erhöht das Schloss Neuhaus in Kärnten

Neuhaus (slowenisch: Suha) ist eine im Bezirk Völkermarkt in Österreich, im Bundesland Kärnten gelegene zweisprachige Gemeinde mit 1015 Einwohnern (Stand 1. Jänner 2024).

## Geographie
Die Gemeinde Neuhaus befindet sich am äußersten Osten des Jauntals südlich (rechts) der Drau. Der Hauptort Neuhaus ist ungefähr 4 km Luftlinie von der österreichisch-slowenischen Staatsgrenze entfernt.

### Gemeindegliederung
Neuhaus ist in die sieben Katastralgemeinden Neuhaus, Graditschach, Berg ob Leifling, Leifling, Pudlach, Heiligenstadt und Schwabegg gegliedert. Das Gemeindegebiet umfasst folgende 16 Ortschaften (Einwohnerzahl Stand 1. Jänner 2024):
- Bach (Potoče) (63)
- Berg ob Leifling (Libeliška gora) (26)
- Draugegend (Pri Dravi) (0)
- Graditschach (Gradiče) (23)
- Hart (Dobrava) (70)
- Heiligenstadt (Sveto Mesto) (24)
- Illmitzen (Ivnik) (35)
- Kogelnigberg (Kogelska Gora) (13)
- Leifling (Libeliče) (20)
- Motschula (Močula) (77)
- Neuhaus (Suha) (113)
- Oberdorf (Gornja vas) (53)
- Pudlach (Podlog) (270) samt Oberpudlach und Unterpudlach
- Schwabegg (Žvabek) (171)
- Unterdorf (Dolnja vas) (28)
- Wesnitzen (Beznica) (29)

### Nachbargemeinden
| Ruden    | Lavamünd                                    |                 |
|          | Kompassrose, die auf Nachbargemeinden zeigt |                 |
| Bleiburg | Ravne na Koroškem (SLO)                     | Dravograd (SLO) |

## Geschichte
Neuhaus (Newenhavse) wurde 1288 das erste Mal urkundlich erwähnt, der Ortsteil Leifling bereits 1154 als Liwuelich und der Ortsteil Schwabegg als Castrum Swabec 1212. Ende des 13. Jahrhunderts erbauten die Grafen von Heunburg das Schloss Neuhaus.
Im Jahr 1958 wurde die heutige Gemeinde Neuhaus durch die Zusammenlegung der bis dahin selbständigen Gemeinden Leifling und Schwabegg etabliert.

### Bevölkerung
Nach der Volkszählung 2001 hat die Gemeinde Neuhaus 1.236 Einwohner, davon sind 96,9 % österreichische und 1,0 % deutsche Staatsbürger. 13,2 % gehören der slowenischsprachigen Volksgruppe an.
Zur römisch-katholischen Kirche bekennen sich 96,5 % der Gemeindebevölkerung, zur evangelischen Kirche 1,4 %. Ohne religiöses Bekenntnis sind 1,3 %.

### Bevölkerungsentwicklung

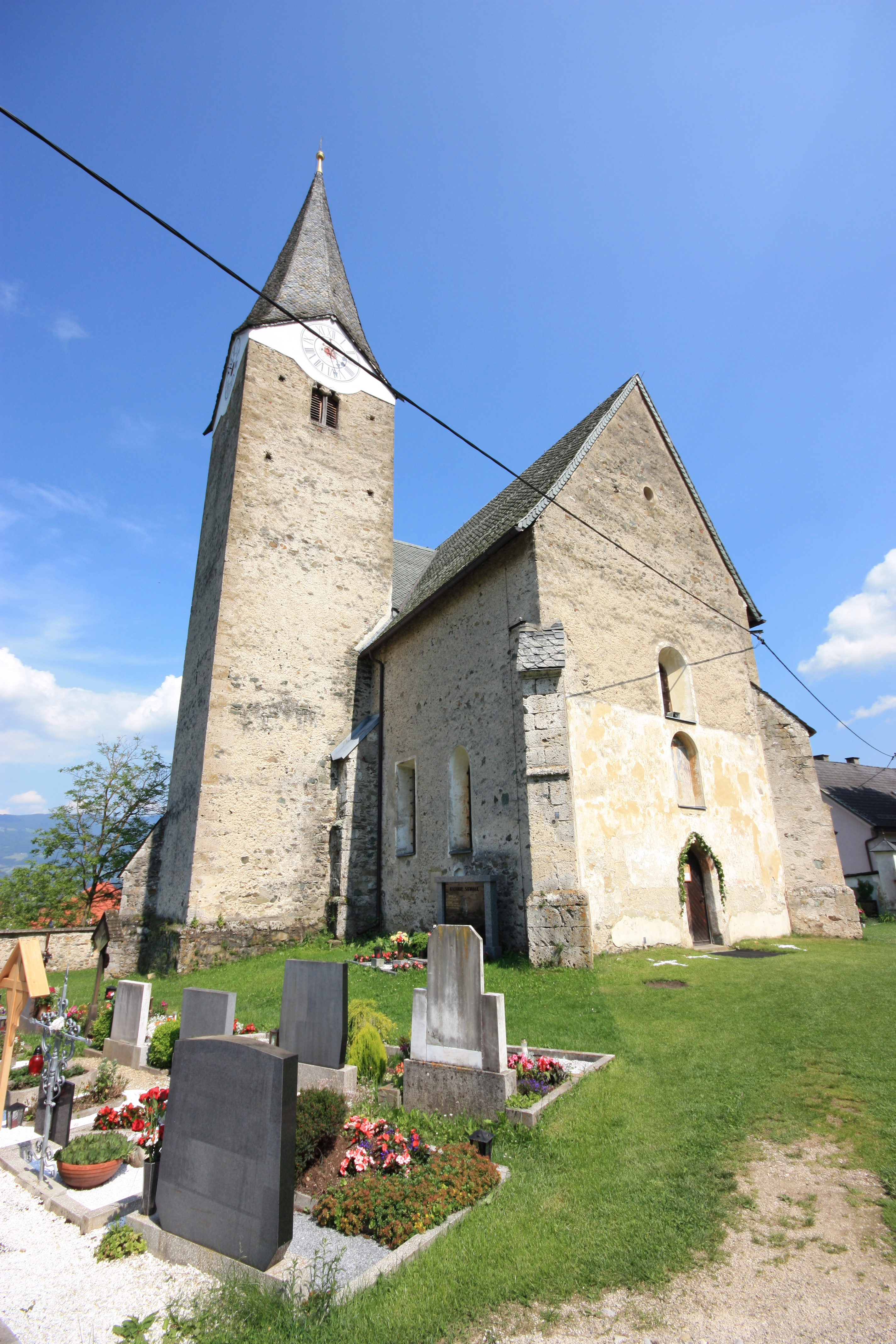
Pfarrkirche

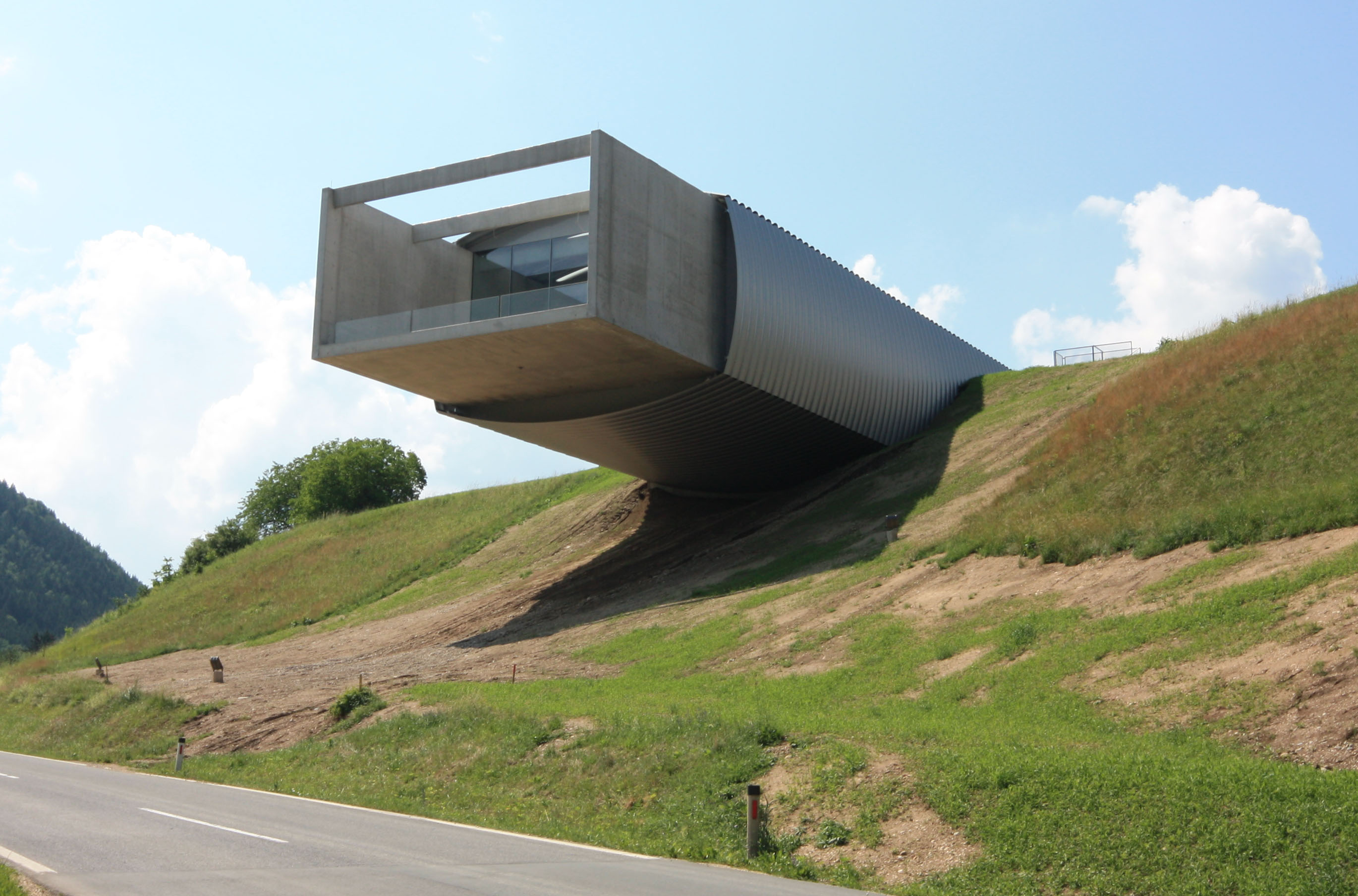
Liaunig-Museum

## Kultur und Sehenswürdigkeiten
- Katholische Pfarrkirche Neuhaus
- Katholische Pfarrkirche Schwabegg
- Schloss Neuhaus in Kärnten
- Schloss Leifling
- Bauernmuseum Patek-Mühle
- Wallfahrtskirche Heiligenstadt
- Museum Liaunig
- Wassererlebnisweg in Pudlach

## Wirtschaft und Infrastruktur

### Wirtschaftssektoren
Von den 119 landwirtschaftlichen Betrieben des Jahres 2010 waren 89 Nebenerwerbsbetriebe. Von 2001 bis 2011 stieg die Anzahl der Baufirmen von zwei auf sieben. Die Anzahl der Beschäftigten im Produktionssektors ging jedoch leicht zurück, da bei der Herstellung von Waren weniger Personen beschäftigt wurden. Mehr als die Hälfte der Beschäftigten im Dienstleistungssektor arbeitete in sozialen und öffentlichen Diensten.
| Wirtschaftssektor            | Anzahl Betriebe | Anzahl Betriebe | Anzahl Betriebe | Erwerbstätige | Erwerbstätige | Erwerbstätige |
| Wirtschaftssektor            | 2021            | 2011            | 2001            | 2021          | 2011          | 2001          |
| ---------------------------- | --------------- | --------------- | --------------- | ------------- | ------------- | ------------- |
| Land- und Forstwirtschaft 1) | 43              | 119             | 133             | 47            | 57            | 33            |
| Produktion                   | 14              | 12              | 5               | 17            | 23            | 24            |
| Dienstleistung               | 35              | 39              | 23              | 125           | 112           | 49            |

1) Betriebe mit Fläche in den Jahren 2010 und 1999, Arbeitsstätten im Jahr 2021

### Infrastruktur
- Eisenbahn: Die Lavanttalbahn verläuft knapp westlich des Gemeindegebietes. Der nächste Bahnhof ist Bleiburg rund zehn Kilometer im Südwesten.[6]
- Straße: Durch die Gemeinde verläuft die Bleiburger Straße B81, die Bleiburg mit Lavamünd verbindet.

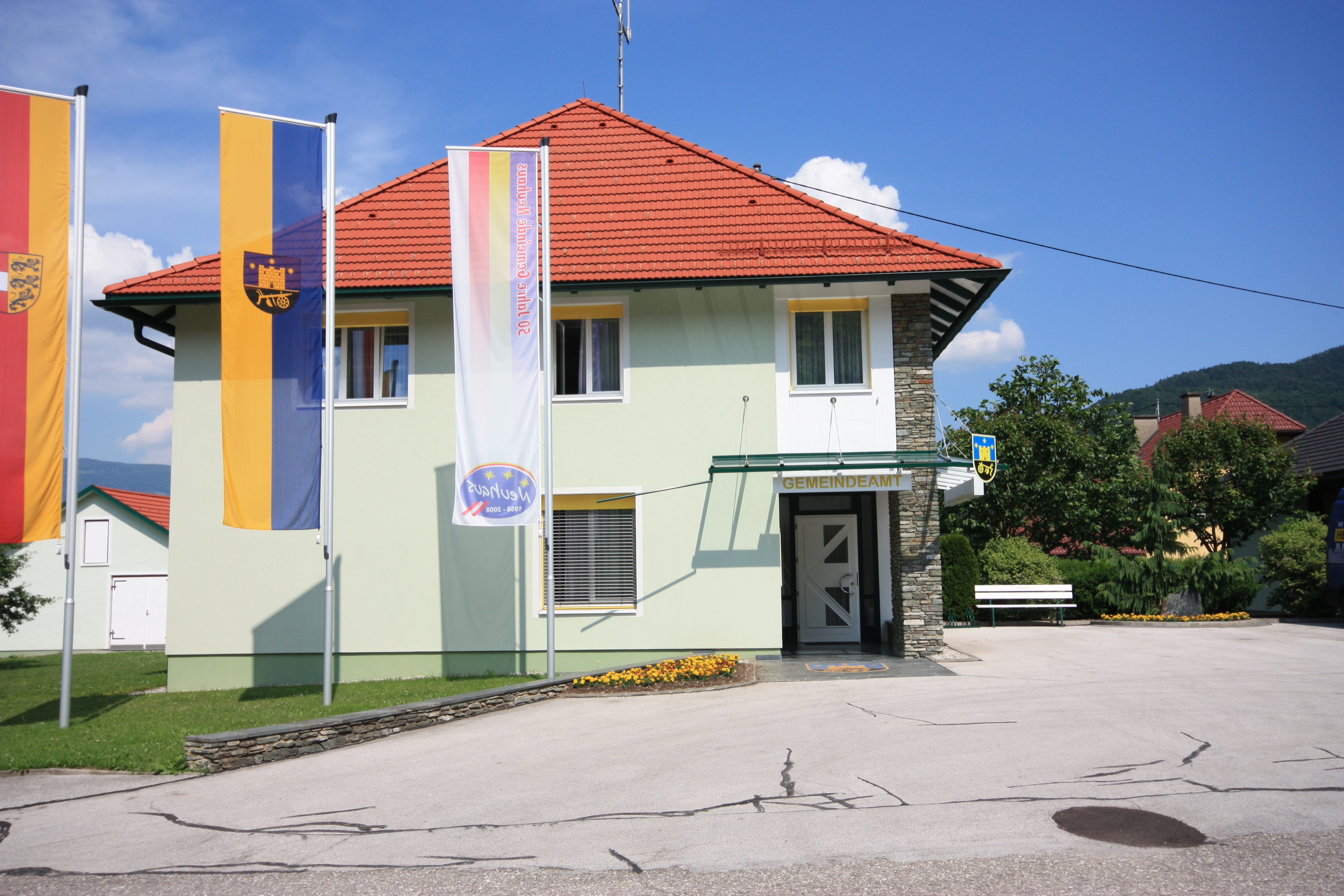
Gemeindeamt

## Politik

### Gemeinderat
Der Gemeinderat hat 15 Mitglieder.
- Mit der Gemeinderatswahl 2015 setzte er sich wie folgt zusammen: 6 SPÖ, 4 ÖVP, 3 Liste Neuhaus-Suha (LNS) und 2 FPÖ.[7]
- Mit der Gemeinderatswahl 2021 setzt er sich wie folgt zusammen: 7 SPÖ, 5 ÖVP und 3 Liste Neuhaus-Suha (LNS).[8]

### Bürgermeister
- 1997–2021 Gerhard Visotschnig (SPÖ)[9]
- seit 2021 Patrick Skubel (SPÖ)[10]

### Wappen
Die offizielle Blasonierung lautet: „Im geteilten Schild oben in Blau ein goldener, schwarz gefugter, dreizinniger Turm mit schwarz geöffnetem Rundtor und zwei Schießscharten, von drei goldenen Sternen beseitet und überhöht, unten in schwarz ein goldener Pflug.“
Wappenbeschreibung nach heraldischen Regeln: „Geteilt von Blau und Schwarz, oben ein wachsender, schwarz gefugter, dreizinniger, goldener Turm mit geöffnetem schwarzem Rundtor und zwei schwarzen Schießscharten unterhalb der Zinnen, überhöht von einem und beseitet von zwei achtzackigen goldenen Sternen, unten ein einrädriger, zweischariger goldener Pflug.“
Wappenerklärung: Im Wappen von Neuhaus spielt der goldene Turm auf die Burg bzw. das heutige Schloss Neuhaus an, die drei goldenen Sterne auf die Heunburger, die diese in ihrem Wappen führten und im südöstlichen Jauntal einen Machtschwerpunkt hatten. Der goldene Pflug verweist auf die Landwirtschaft als historisch und gegenwärtig bedeutendsten Wirtschaftszweig der Gemeinde.
Wappen und Fahne wurden der Gemeinde am 2. Juni 1980 verliehen. Die Flagge ist blau–gelb mit eingearbeitetem Wappen.

## Persönlichkeiten

### Ehrenbürger der Gemeinde
- 2022: Gerhard Visotschnig, Bürgermeister von Neuhaus 1997–2021[12]

### Söhne und Töchter der Gemeinde
- Viktor Weber von Webenau (* 1861 auf Schloss Neuhaus; † 1932 in Innsbruck), Offizier, General der Infanterie, Vorsitzender der Waffenstillstandskommission Österreich-Ungarns

### Mit der Gemeinde verbundene Persönlichkeiten
- Herbert W. Liaunig (1945–2023), Unternehmer und Kunstsammler